# Otego
Otego és una població dels Estats Units a l'estat de Nova York. Segons el cens del 2000 tenia 1.052 habitants.

## Demografia
Segons el cens del 2000, Otego tenia 1.052 habitants, 386 habitatges, i 265 famílies. La densitat de població era de 353,2 habitants per km².
Dels 386 habitatges en un 35,8% hi vivien nens de menys de 18 anys, en un 55,2% hi vivien parelles casades, en un 10,1% dones solteres, i en un 31,1% no eren unitats familiars. En el 25,4% dels habitatges hi vivien persones soles el 12,4% de les quals corresponia a persones de 65 anys o més que vivien soles. El nombre mitjà de persones vivint en cada habitatge era de 2,59 i el nombre mitjà de persones que vivien en cada família era de 3,09.
Per edats la població es repartia de la següent manera: un 28,9% tenia menys de 18 anys, un 6,3% entre 18 i 24, un 26,4% entre 25 i 44, un 24,3% de 45 a 60 i un 14,1% 65 anys o més.
L'edat mediana era de 38 anys. Per cada 100 dones de 18 o més anys hi havia 79,8 homes.
La renda mediana per habitatge era de 40.000 $ i la renda mediana per família de 47.321 $. Els homes tenien una renda mediana de 32.250 $ mentre que les dones 26.875 $. La renda per capita de la població era de 17.624 $. Entorn del 6% de les famílies i l'11,6% de la població estaven per davall del llindar de pobresa.